# Cordulegaster sayi
Cordulegaster sayi là một loài chuồn chuồn ngô thuộc họ Cordulegastridae. Nó là loài đặc hữu của Hoa Kỳ.